# Yevhen Perelygin
Yevhen Perelygin (Kam"jans'ke, 16 giugno 1962) è un diplomatico ucraino, ambasciatore straordinario e plenipotenziario dell'Ucraina nella Repubblica italiana (2012-2020).

## Biografia
Dal 1984 al 1985  nel quadro dell’accordo sull’aiuto bilaterale URSS – Cuba ha lavorato presso la Rappresentanza del Comitato Statale per l’economia dell’URSS nella Repubblica di Cuba. Dal 1990 al 1991 nella Missione commerciale dell’Unione Sovietica nella Repubblica di Nicaragua. Nel 1992 ha lavorato presso il Ministero degli rapporti economici esteri d’Ucraina.
Nel 1993 entra in carriera diplomatica.
Dal 1994 al 1995   - assistente del Ministro, in seguito Direttore del Dipartimento di cooperazione regionale europea del Ministero degli affari esteri dell'Ucraina.
1994 – 1996, 2000 – 2002 – Coordinatore nazionale dell’Ucraina presso In.C.E. (L'Iniziativa Centro Europea, l'Organizzazione regionale con la sede a Trieste). Dal 1996 al 1998   - Incaricato d'affari dell'Ucraina al Consiglio d'Europa, Strasburgo, Francia.
Dal 1998 al 2000   - Ministro-Consigliere dell’Ambasciata d’Ucraina nella Repubblica di Corea, Seul. 2000 – 2001 Direttore del Consiglio della cooperazione economica del Ministero degli affari esteri d’Ucraina.
Dal 2001 al 2003 Direttore Generale, Direzione dell’integrazione europea presso il Ministero degli Affari Esteri d’Ucraina, Membro della Commissione del MAE d’Ucraina.
Dal 2004 al 2006 - Ambasciatore Straordinario e Plenipotenziario d’Ucraina nella Repubblica d’Irlanda, Dublino.
Dal 2006   - Rappresentante permanente d’Ucraina nel Consiglio d'Europa, Strasburgo.
Dal 2010 al 2011 - Direttore dell'Ufficio dell’integrazione europea presso il Segretariato del Gabinetto dei Ministri d’Ucraina e da giugno 2011 a dicembre 2012 – Direttore dell'Ufficio dell’integrazione europea dell’Amministrazione del Presidente d’Ucraina
Il 28 dicembre 2012, con il Decreto del Presidente d’Ucraina n.758/2012 Yevhen Perelyhin è stato nominato Ambasciatore straordinario e plenipotenziario dell'Ucraina presso la Repubblica italiana.
Il 18 ottobre 2013 è stato nominato Ambasciatore straordinario e plenipotenziario dell'Ucraina nella Repubblica di Malta
Dal 6 dicembre 2013 l'Ambasciatore straordinario e plenipotenziario dell'Ucraina nella Repubblica di San Marino.